# هرکول (فیلم ۱۹۹۷)
هرکول یک فیلم پویانمایی در ژانر موزیکال فانتزی کمدی به کارگردانی مشترک ران کلمنتس و جان ماسکر است که هر دوی آن‌ها به همراه آلیس دوئی گلدستون، تهیه‌کنندگی فیلم را نیز بر عهده داشتند. این فیلم توسط استودیوی والت دیزنی پیکچرز در سال ۱۹۹۷ اکران گردیده است. داستان فیلم برگرفته از پهلوان نامدار اسطوره‌شناسی یونانی هرکول، پسر شاه خدایان زئوس است. هرچند داستان این فیلم به‌طور کلی با داستان اصلی تفاوت دارد. یک بازی ویدئویی نیز به همین نام با الهام از این فیلم در سال ۱۹۹۷ ساخته و منتشر شد. تیت داناوان، دنی دویتو، جیمز وودز و سوزان ایگن از صداپیشگان فیلم هستند.
هرکول با واکنش‌های مثبتی از سوی منتقدان همراه بود که عملکرد جیمز وودز در نقش هادس مورد تحسین قرار گرفت، اما منتقدان نسبت به پویانمایی (به‌ویژه سبک بصری) و موسیقی آن انتقاداتی داشتند. این فیلم در اکران سینمایی خود، به‌ویژه در مقایسه با فیلم‌های انیمیشن قبلی دیزنی، عملکرد ضعیف‌تری داشت و در نهایت ۲۵۲٬۷ میلیون دلار در سراسر جهان فروش کرد در حالی که ۸۵ میلیون دلار بودجه ساخت آن بوده است.

## داستان
در یونان باستان، زئوس، شاه خدایان و همسرش هرا برای به دنیا آمدن پسرش هرکول، جشنی میان خدایان برگزار می‌کند. هادس، برادر زئوس که خدای دنیای مردگان است، به زئوس حسودی می‌کند و طی نقشه‌ای فرزندش را می‌دزدد و تقریباً قدرت خداییش را از بین می‌برد. پیرزن و پیرمردی او را پیدا کرده و بزرگ می‌کنند، تا اینکه او روزی با رفتن به معبد زئوس متوجه زادگاه اصلی خود می‌شود و…